# Université de technologie de Brno

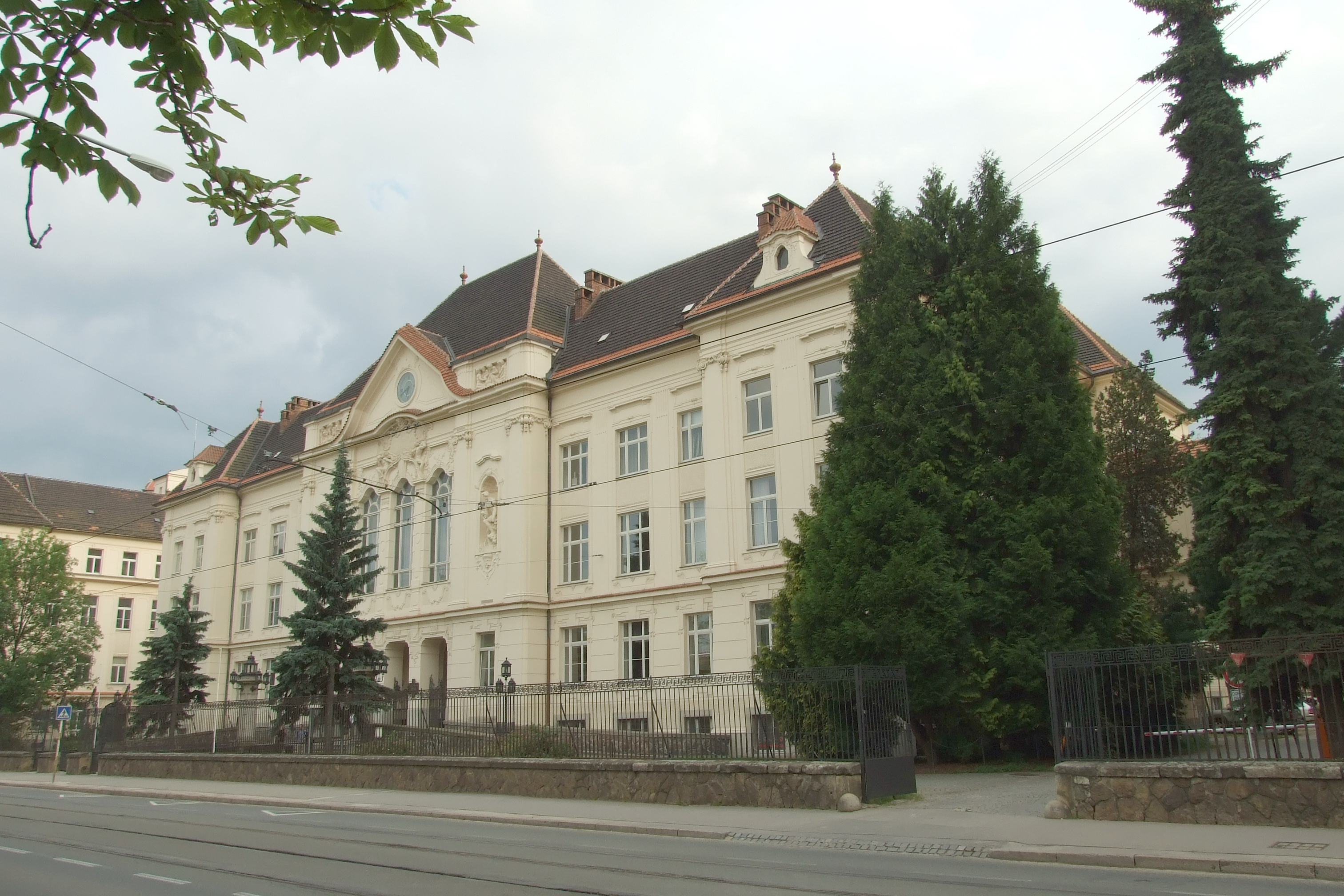
Faculté des sciences de l'ingénieur

L’université de technologie de Brno (en tchèque : Vysoké učení technické v Brně – abréviation en tchèque : VUT ; en anglais Brno University of Technology – abréviation en anglais : BUT) est la seconde plus grande et plus ancienne université tchèque.

## Histoire
Lors de la fondation de l'école au milieu du XIXe siècle, les enseignements étaient donnés en allemand et tchèque. À la suite des différends politiques et nationaux, le tchèque a cessé d'être utilisé comme langue d'enseignement, et en 1899, une haute école spécifiquement tchèque pour les spécialités travaux publics, agronomie et commerce a été fondée à Brno sous le nom de « Haute école technique impériale et royale tchèque François-Joseph de Brno/Brünn » (k. k. Tschechische technische Hochschule Franz-Josephs in Brünn / c. k. Česká technická vysoká škola Františka Josefa v Brně). Après la Première Guerre mondiale et la formation de la Tchécoslovaquie cette école a fusionné avec la grande école technique germanophone (Deutsche Technische Hochschule Brünn (de)) et porta plus tard le nom du deuxième président tchécoslovaque Edvard Beneš. Entre les deux guerres, cette école faisait partie des meilleures grandes écoles d'ingénieurs d'Europe.
Pendant la Seconde Guerre mondiale et le protectorat allemand, les bâtiments étaient utilisés par les institutions militaires allemandes et la plupart des équipements ont été détruits.
À la fin de la Deuxième Guerre mondiale, la haute école a été remise en service. Au commencement de la guerre froide, en 1951, l'établissement a dû de nouveau fermer au profit d'une nouvelle académie technique militaire. Des cours ont continué à être dispensés à l'ancienne faculté de travaux publics, mais il est vite devenu évident qu'il était nécessaire de rétablir l'établissement. Depuis 1956, l'école a commencé petit à petit à donner des cours dans plusieurs domaines.
Depuis 2009, l'établissement est titulaire des labels ECTS et DS. Chaque année, plus de 20 000 étudiants sont inscrits dans cette école, dont 3 000 étudiants étrangers. Les résidences universitaires peuvent loger 6 400 étudiants.

## Composition de l'établissement
L'université regroupe 8 facultés :
- La faculté d'architecture[3] : établie en 1919, c'est l'une des facultés les plus anciennes de l'École, elle a environ 300 élèves.
- La faculté de chimie[4] : créée en 1911 son développement a néanmoins été interrompu entre 1951 et 1992.
- La faculté de génie électrique et technologies de la communication[5] : cette faculté propose des cours dans plusieurs secteurs (la technologie de contrôle et de la robotique, le génie biomédical, électronique de puissance et le génie électrique, électrotechnique et de l'électronique, la microélectronique, radio électronique et la téléinformatique.)
- La faculté des technologies de l'information[6] : avant d'être établie en 2002, ses département faisaient partie de la faculté de génie électrique depuis 1964.
- La faculté de business et management[7] : en 1992, cette faculté a été séparée de la faculté de génie mécanique, elle a environ 3000 étudiants.
- La faculté de génie civil[8] : c'est la plus vieille faculté de l'École
- La faculté de génie mécanique[9] : c'est la deuxième plus ancienne faculté de l'École. Alfred Musil, le père du célèbre écrivain autrichien, les mathématiciens Georg Hamel (1905-1911) et von Mises, et l'hydraulicien Viktor Kaplan y ont enseigné.
- La faculté d'art[10] : c'est la faculté la plus récente, elle est devenue indépendante de la faculté d'architecture en 1993, elle propose des cours de peinture, sculpture, graphisme, design industriel...

L'université dispose de trois institutions :
- le centre d'activité sportive
- l'institut de technologie d'Europe centrale
- l'institut de génie légal

## Personnalités liées

### Enseignants notables
- Václav Jaromír Havel (1927-), mathématicien spécialisé dans la théorie des graphes.

### Étudiants notables
- Mirek Topolánek (1956-), 7e Premier ministre de la République tchèque ;
- Lukáš Veverka (1982-), réalisateur et motion designer.